# Profecia de Berchán
A Profecia de Berchán é um poema histórico relativamente extenso escrito em irlandês médio. O texto está preservado na Real Academia da Irlanda, sob a referência MS 679 (23/G/4), junto com algumas cópias modernas. Foi escrito provavelmente no século XII, ou um pouco mais tarde, mas pretende ser uma profecia feita na Alta Idade Média.
O texto é composto de 205 estrofes em debide, duas das quais estão danificadas (128, 168). Está dividido em duas partes. O reputado autor da primeira parte (estrofes 1-96) é um abade irlandês chamado Berchán, de quem o nome do poema se origina. A primeira parte consiste de uma história do próprio mosteiro de Berchán, uma recontagem dos ataques viquingues, e as descrições dos reinados de dezenove reis da Irlanda.
A segunda parte (estrofes 97-206) é apresentada como uma profecia anônima desenvolvida em torno da morte de São Patrício no século V, profetizando a vida de Columba e do rei Áedán mac Gabráin, e de vinte e quatro reis escoceses, a começar por Cináed mac Ailpín (morto em 858) e indo até Domnall Bán (morto em 1097). O poema é muito indireto na sua identificação dos reis da Escócia, e usa um grande número de obscuras imagens poéticas e metáforas. Ao contrário dos reis da Irlanda na primeira parte, não há glosas que acompanham os nomes dos reis. Contudo, os reis escoceses mencionados podem ser identificados, e este testemunho é útil. O poema é uma das fontes mais importantes para a história da Escócia, no período que cobre.